# Don Sebesky
Donald John Sebesky (ur. 10 grudnia 1937 w Perth Amboy, zm. 29 kwietnia 2023 w Maplewood  w stanie New Jersey – amerykański muzyk jazzowy, multiinstrumentalista, aranżer, kompozytor i edukator.

## Życiorys
Jego ojciec, John, był robotnikiem w fabryce, matka zaś – gospodynią domową. Jego pierwszym instrumentem był akordeon. Później sięgnął po puzon, ponieważ w szkole średniej chciał grać w orkiestrze marszowej. Lekcje instrumentu pobierał w Nowym Jorku u cenionego puzonisty big-bandowego, muzyka studyjnego i okazjonalnego bandlidera – Warrena Covingtona, którego w późniejszym czasie zatrudniał do własnych projektów. Umiejętności instrumentalne poszerzał w konserwatorium The Manhattan School of Music. Po jego ukończeniu grał w orkiestrach Maynarda Fergusona, Kaia Windinga, Claude’a Thornhilla, Tommy’ego Dorseya i Stana Kentona.
W 1960 odłożył puzon i zajął się aranżowaniem muzyki. Był w tej dziedzinie niemal samoukiem, choć ze znaczącym doświadczeniem zdobytym podczas pracy z ww. big-bandami. Jego aranżacje należały do klasyki gatunku, odzwierciedlając dużą wiedzę w zakresie orkiestry. Swoje pomysły czerpał z jazzu big-bandowego, rocka, muzyki etnicznej, klasycznej różnych epok, a niekiedy awangardy. Za swoich ulubionych kompozytorów uważał Bélę Bartók oraz Igora Strawińskiego, którego wpływ nierzadko pobrzmiewał w jego dziełach.

Don Sebesky: Nie sądzę, żeby istniało coś, co można by nazwać „brzmieniem Sebesky’ego”. Przynajmniej ja nic o tym nie wiem..

W 1965 wszedł w skład dyrekcji Verve Records. Rozgłos przyniosły mu aranżacje utworów zawartych na albumie Bumpin’ gitarzysty Wesa Montgomery’ego. Następne dokonania utrwaliły jego pozycję na tym polu. Zaaranżował płyty takich luminarzy jazzu jak George Benson The Shape of Things to Come, Paul Desmond From the Hot Afternoon i Freddie Hubbard First Light. W 1971 jego kompozycja Memphis Two-Step stała się tytułowym utworem na płycie Herbie’go Manna. Wydany w 1973 jego album Giant Box dotarł do szesnastego miejsca na liście bestsellerowych płyt jazzowych branżowego tygodnika „Billboard”.
Ponadto współpracował ze słynnymi orkiestrami symfonicznymi: London Symphony Orchestra, Chicago Symphony Orchestra, Boston Pops, New York Philharmonic, Royal Philharmonic Orchestra i Toronto Symphony Orchestra. Aranżował muzykę i orkiestrował broadwayowskie musicale: Sweet Charity, Kiss Me, Kate, Porgy and Bess (opera), Sinatra at the Palladium, Bells Are Ringing, Flower Drum Song, Parade, The Life, Cyrano, The Goodbye Girl, The Will Rogers Follies, Pal Joey, Come Fly Away, Baby It's You! i Honeymoon in Vegas. Komponował także muzykę do filmów fabularnych i telewizyjnych. Stworzył oprawę do takich obrazów, jak The People Next Door (1970), F. Scott Fitzgerald and „The Last of the Belles” (1974) oraz Różaniec morderstw (The Rosary Murders) (1987).
Za swoje dokonania był wielokrotnie wyróżniany. Dwadzieścia razy nominowano go do nagrody Grammy, którą zdobył trzykrotnie. Trzy razy otrzymał nominację do nagrody Emmy. Dwukrotnie przyznano mu Tony Award. Aranżował repertuar dla setek wykonawców, m.in. Tony’ego Bennetta, Barbry Streisand, Lizy Minnelli, Prince’a,  Christiny Aguilery, Britney Spears, Johna Pizzarelliego, Airto Moreiry, Vanessy Williams, Bette Midler, Barry’ego Manilowa, Cyndi Lauper,  Michaela Bublé i Seala.
W 1975 ukazał się podręcznik jego autorstwa The Contemporary Arranger, wyd. Alfred Pubin (ISBN 978-0882840321). Kilkakrotnie wznawiany, sprzedawany był z trzema LPs lub pojedynczą CD.
W 2017 doznał udaru mózgu, wskutek którego rozwinął się u niego parkinsonizm. Zmarł sześć lat później w swoim rodzinnym stanie New Jersey. Miał 85 lat.

### Małżeństwa
Był dwukrotnie żonaty. Z pierwszą żoną, z którą się rozwiódł, miał czworo dzieci: synów – Kennetha i Kevina oraz córki – Ali i Cymbaline. Ken jako gitarzysta i Cym jako projektantka okładki współpracowali z ojcem m.in. przy albumie Full Cycle. W 1986 poślubił Janinę Serden, artystkę muzyczną, która przeżyła męża.

## Dyskografia

### Jako lider
- 1968
  - The Distant Galaxy (Verve)
  - Don Sebesky and the Jazz-Rock Syndrome (Verve)
- 1973 Giant Box (CTI) – 2 LP
- 1975 The Rape of El Morro (CTI)
- 1979 Don Sebesky – Three Works for Jazz Soloists & Symphony Orchestra (Gryphon)
- 1983 Full Cycle (PRT Records) oraz (1984 PolJazz)
- 1984 Moving Lines – Don Sebesky and the Contemporary Arranger’s Workshop (Doctor Jazz Records)
- 1988 The Rosary Murders – Original Soundtrack – Music performed by the London Royal Philharmonic conducted by Don Sebesky (Virgin)
- 1990 Symphonic Sondheim – Don Sebesky Conducts the London Symphony Orchestra (WEA)
- 1998 I Remember Bill – A Tribute to Bill Evans) (RCA Victor)
- 1999 Joyful Noise – A Tribute to Duke Ellington (BMG/RCA Victor)
- Don Sebesky – The Other Don Sebesky (Non On Label)

### Jako kompozytor, aranżer isideman
Z Maynardem Fergusonem
- 1958 A Message from Newport (Roulette)
- 1959
  - Swingin’ My Way Through College (Roulette)
  - Maynard Ferguson Plays Jazz for Dancing (Roulette)
- 1960 Let's Face the Music and Dance (Roulette)
- 1961
  - Double Exposure (Atlantic)
  - „Straightaway” Jazz Themes (Roulette)
- 1962 Maynard ’62 (Roulette)
- 1963
  - Maynard ’64 (Roulette)
  - The New Sounds of Maynard Ferguson (Cameo)
  - Come Blow Your Horn (Cameo)
- 1965 The Blues Roar (Mainstream Records)

### Jako sideman
Ze Stanem Kentonem
- 1959 Standards in Silhouette (Capitol)
- 1960
  - Viva Kenton! (Capitol)
  - Road Show (Capitol)

### Jako aranżer płyt
Franco Ambrosettiego
- 1980 Sleeping Gypsy (Gryphon)

Cheta Bakera
- 1974 She Was Too Good to Me (CTI)
- 1977 You Can't Go Home Again (Horizon Records)
- 1989 The Best Thing for You (A&M)
- 1982 Studio Trieste – Chet Baker–Jim Hall–Hubert Laws (CTI)

George’a Bensona
- 1969 Shape of Things to Come (A&M)
- 1972 White Rabbit (CTI)
- 1974 Bad Benson (CTI)
- 1970 The Other Side of Abbey Road (A&M)

Rona Cartera
- 1976 Pastels (Milestone)

Kena Burrella
- 1968 Blues – The Common Ground (Verve)
- 1969 Night Song (Verve)
- 1971 God Bless the Child (CTI)

Paula Desmonda
- 1969 Summertime (A&M/CTI)
- 1970
  - From the Hot Afternoon (A&M/CTI)
  - Bridge Over Troubled Water (A&M/CTI)
- 1974 Skylark (CTI)
- 1975 Pure Desmond (CTI)

Astrud Gilberto
- 1965 The Shadow of Your Smile (Verve)
- 1967 Beach Samba (Verve)
- 1968 Windy (Verve)

Dizzy’ego Gillespiego
- 1970 Cornucopia (Solid State)

Freddiego Hubbarda
- 1971 First Light (CTI)
- 1973 Sky Dive (CTI)

Jackie i Roya
- 1972 Time & Love (CTI)
- 1974 A Wilder Alias (CTI)

Huberta Lawsa
- 1970 Afro-Classic (CTI)
- 1971 The Rite of Spring (CTI)
- 1972 Morning Star (CTI)
- 1973 Carnegie Hall (CTI)

Wesa Montgomery’ego
- 1965 Bumpin’ (Verve)
- 1967
  - California Dreaming (Verve)
  - A Day in the Life (A&M)
- 1968
  - Down Here on the Ground (A&M)
  - Road Song (A&M)

Airto Moreiry
- 1977 Free (CTI)

Stanleya Turrentine’a
- 1993 If I Could (MusicMasters)

Randy’ego Westona
- 1972 Blue Moses (CTI)

Kaia Windinga
- 1965 The In Instrumentals (Verve)
- 1968 Israel – Kai Winding–J. J. Johnson (A&M)

Zestawienie wg dat wydania płyt

## Nagrody
- 1988 Grammy Award w kategorii „Najlepsza aranżacja instrumentalna” za utwór Waltz For Debby z albumu I Rebember Bill – A Tribute to Bill Evans[11]
- 1999
  - Grammy Award w kategorii „Najlepsza kompozycja instrumentalna” za utwór Joyful Noise Suite z albumu Joyful Noise – A Tribute to Duke Ellington[12]
  - Grammy Award w kategorii „Najlepsza aranżacja instrumentalna” za utwór Chelsea Bridge z albumu Joyful Noise – A Tribute to Duke Ellington[12]
- 1999 Drama Desk Award za orkiestrację musicalu Parade[3]
- 2000
  - Drama Desk Award za orkiestrację musicalu Kiss Me, Kate
  - Tony Award za orkiestrację musicalu Kiss Me, Kate[13]
- 2015 Tony Award za orkiestrację musicalu An American in Paris[14]